# Produit (mathématiques)
Pour les articles homonymes, voir Produit.
On nomme produit de nombres entiers, réels, complexes ou autres le résultat de leur multiplication. Les éléments multipliés s’appellent les facteurs du produit. L’expression d’un produit est aussi appelée « produit », par exemple l’écriture 3a du triple du nombre a est un produit de deux facteurs, où le symbole de la multiplication est sous-entendu.
L'ordre dans lequel les nombres réels ou les nombres complexes sont multipliés, de même que la façon de regrouper ces termes, n'ont pas d'importance ; ainsi, nulle permutation de termes ne modifie le résultat du produit. Ces propriétés sont nommées commutativité de la loi et associativité de la loi de multiplication.
Les multiplications d'objets comme les vecteurs et les matrices (produit matriciel, produit tensoriel, etc.) ne sont en revanche pas commutatifs.

## Exemples

### Trois paquets de cinq
Si trois paquets contiennent chacun cinq friandises, alors au total ils contiennent 3 × 5 friandises. Ce produit de trois par cinq est égal à une somme de trois termes égaux à cinq. Et trois fois cinq font quinze.
{\displaystyle 5\;+\;5\;+\;5\;=\;5\times 3\;=\;15.}

### Cinq virages à droite
Dans l’expression française « une fraction d’une grandeur », la préposition « de » se traduit en mathématiques par un symbole de multiplication. Ce symbole est sous-entendu dans le produit f g qui représente la fraction f de la grandeur g. Produit qui vaut deux cinquièmes de trois cent soixante degrés si f = 2/5 et g = 360°
{\displaystyle {\frac {2}{5}}\,\times \,360\,^{\circ }\,=\,{\frac {4}{10}}\,\times \,360\,^{\circ }\,=\,0{,}4\,\times \,360\,^{\circ }\,=\,4\,\times 36\,^{\circ }\,=\,144\,^{\circ }.}
Imaginons un robot mobile, qui effectue des trajets rectilignes successifs de même longueur d. Ces trajets partiels sont représentés en géométrie plane par des segments égaux successifs. Supposons qu’entre deux trajets rectilignes, le robot à l’arrêt tourne à droite sur lui-même de 144°. Quand il a répété cinq fois la manœuvre suivante : avancer tout droit d’une longueur d puis tourner à droite sur lui‑même de 144°, il revient à son point de départ. Son parcours polygonal fermé est représenté par un pentagone régulier étoilé (symbole de Schläfli {5/2}), de périmètre 5d). Pendant tout son trajet fermé, le robot tourne dans le sens horaire autour du centre du polygone régulier, d’un angle de 5 × 144° = 720° = 2 × 360°. Il effectue deux tours complets autour du centre du pentagone étoilé.

## Cas simples et notations
Le principe de base de la multiplication des nombres entiers naturels est de dénombrer les éléments d’une réunion de n ensembles disjoints deux à deux (n est le multiplicateur), quand chaque ensemble contient le même nombre p d'éléments (p est le multiplicande).

### Vocabulaire
Dans un produit de deux facteurs, le premier facteur est nommé par convention multiplicande et le second multiplicateur. Inverser leurs valeurs ne change jamais le résultat, à la différence de l’inversion du dividende et du diviseur dans une division.
multiplicande × multiplicateur
L'opérateur est le signe multiplication « × », un point « . » sur la ligne quand le séparateur décimal est la virgule[réf. nécessaire] et un point opérateur « ⋅ » (médian) lorsque le point sur la ligne sert déjà de séparateur décimal, comme dans la convention anglo-saxonne ; en programmation informatique, les langages utilisent en général l'astérisque « * » (signe étoile). Il est omis quand il est présent sans ambigüité, par exemple dans une expression comme 3a.

### Principe pour les nombres entiers
Dans le cas des entiers naturels, la multiplication revient à faire des additions de nombres identiques. Quand on dit, par exemple, « cinq multiplié par sept », cela signifie que l'on répète sept fois un ensemble de cinq éléments. Ainsi :
{\displaystyle 5\times 7=5+5+5+5+5+5+5=35.}
Par ailleurs, parmi les différentes propriétés algébriques de la multiplication de nombres, la commutativité peut-être explicitée : l'ordre des facteurs n'influe pas sur le résultat :
{\displaystyle 7\times 5=7+7+7+7+7=35=5\times 7.}
Ces expressions se lisent respectivement « cinq multiplié par sept » (ou « 7 fois 5 ») et « sept multiplié par cinq » (ou « 5 fois 7 »).
Cette opération peut aussi se noter, pour des besoins techniques,
|   | 5  |
| × | 7  |
|   |    |
|   | 35 |
Le résultat peut être obtenu :
- par consultation d'un répertoire de résultats connus, tel qu'une table de multiplication ;
- par l'exécution d'un algorithme (de tête, à la main avec un instrument d'écriture, ou à l'aide d'un calculateur) :
  - l'algorithme le plus simpliste se résume en additions successives (fréquent pour les petits nombres, mais rapidement inutilisable),
  - pour des nombres plus grands mais encore de taille raisonnable, il existe des méthodes plus efficaces qui font partie du bagage culturel,
  - l'informatique moderne a suscité des techniques encore plus élaborées, certaines étant des objets de recherche.

### Principe pour les nombres décimaux
Un nombre décimal est un nombre entier qui a été divisé par une puissance de dix (1 — c'est alors un entier —, 10, 100, 1 000…). La distributivité de la multiplication sur la division permet de calculer les multiplications de nombres décimaux comme celle des nombres entiers :
1. on ignore les virgules et l'on multiplie les nombres comme si c'étaient des entiers ;
2. le nombre de chiffres après la virgule du résultat final est la somme du nombre de chiffres après la virgule du multiplicande et du multiplicateur.

Par exemple pour calculer 5,3 × 0,21 :
- on calcule 53 × 21, ce qui donne 1 113 ;
- le multiplicande a un chiffre après la virgule, le multiplicateur en a deux, le résultat en a donc trois (1 + 2) : le résultat final est 1,113.

## Généralisation
Plus généralement, un produit est le résultat de la composition de deux éléments d'un ensemble pour une loi interne multiplicative. Lorsque des matrices ou des objets de divers autres anneaux sont multipliés, le produit dépend en général de l'ordre des facteurs ; en d'autres termes, la multiplication des matrices, et les lois de multiplication de ces autres anneaux, ne sont pas commutatives.
Des généralisations et des extensions du concept de produit existent en mathématiques :
- le produit scalaire et le produit vectoriel sont des sortes de multiplications de vecteurs ;
- le produit matriciel, la multiplication des matrices n'est pas commutative sauf sur des sous-ensembles triviaux;
- le produit usuel de deux fonctions ;
- les produits dans des anneaux ou dans des corps commutatifs (ou gauches) de toutes sortes.

Des multiplications respectant l'invariance des normes (« la norme du produit de deux objets est égale au produit de leur norme ») n'ont pu être définies que pour quelques objets : les réels, les complexes, les quaternions et les octonions.

## Produit indexé
Le produit peut être noté ∏ (pi capitale) lorsque de nombreux facteurs indexés interviennent. Par exemple, si l'on considère une suite {\displaystyle (u_{n})_{n\in \mathbb {N} }}, alors : {\displaystyle \prod _{i=1}^{N}u_{i}=u_{1}\times u_{2}\times \cdots \times u_{N}.}